# 111 Pułk Artylerii Przeciwlotniczej

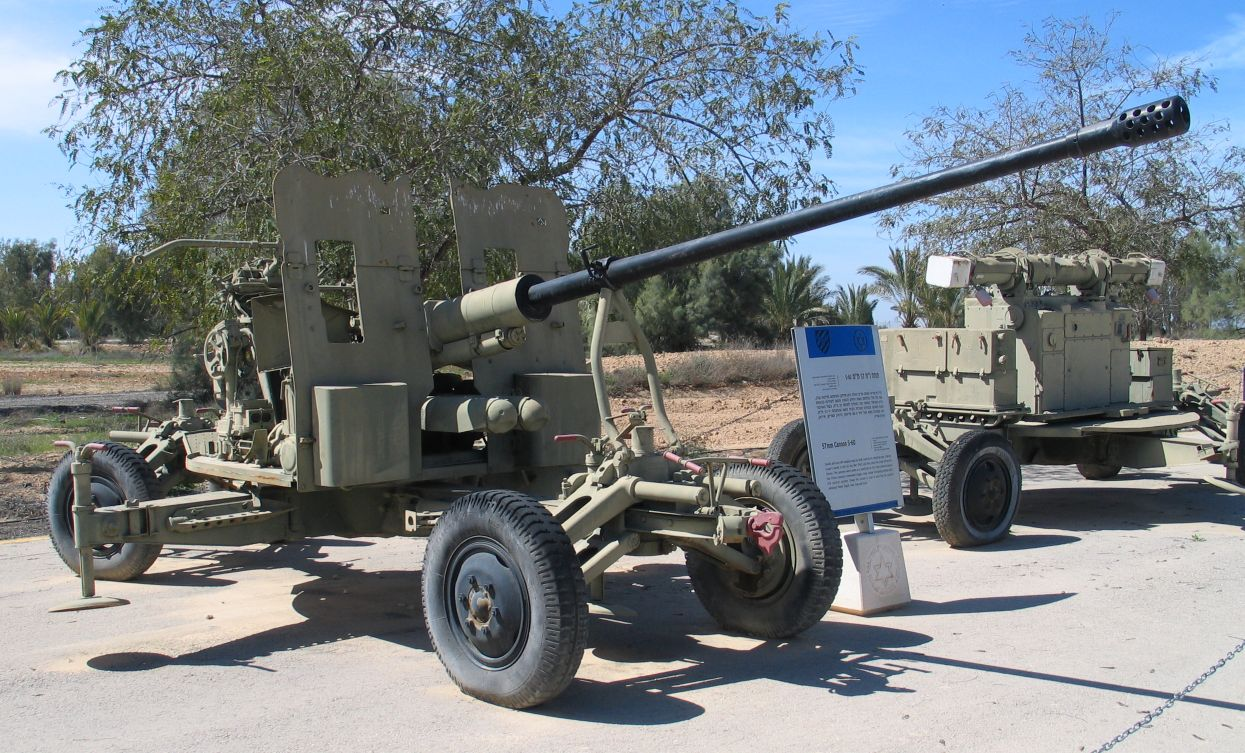
S-60 – armata pułku

111 Pułk Artylerii Przeciwlotniczej (111 paplot) – oddział artylerii przeciwlotniczej ludowego Wojska Polskiego.

## Formowanie i zmiany organizacyjne
W latach 1951–1952, w garnizonie Krosno Odrzańskie, w składzie 4 Pomorskiej Dywizji Piechoty został sformowany 19 Dywizjon Artylerii Przeciwlotniczej. W 1955 roku dywizjon został przeformowany w 111 Pułk Artylerii Przeciwlotniczej.
W 1957 roku pułk został przeformowany w 19 Dywizjon Artylerii Przeciwlotniczej, dyslokowany do garnizonu Zgorzelec i podporządkowany dowódcy 11 Dywizji Zmechanizowanej, która w 1963 roku została przeformowana w 11 Drezdeńską Dywizję Pancerną.
W 1967 roku dywizjon po raz drugi został przeformowany w 111 Pułk Artylerii Przeciwlotniczej. W 1982 roku jednostka została rozformowana, a w skład 11 DPanc został włączony 66 Pułk Artylerii Przeciwlotniczej z Bolesławca.
W latach 1964–1967 w jednostce pełnił służbę Tadeusz Jauer, przyszły generał dywizji i szef Wojsk Obrony Przeciwlotniczej.

## Struktura organizacyjna
Dowództwo i sztab
- bateria dowodzenia
  - pluton rozpoznawczy
  - pluton łączności
  - pluton RSWP
- 4 baterie przeciwlotnicze
  - 2 plutony ogniowe
- plutony: remontowy, zaopatrzenia, medyczny

Razem w pułku:
- dwadzieścia cztery 57 mm armaty przeciwlotnicze S-60
- radiolokacyjna stacja wstępnego poszukiwania RSWP „Jawor”
- radiolokacyjna stacja artyleryjska RSA SON-9A
- cztery wozy dowodzenia WD Rekin-1
- jeden wóz dowodzenia WD Rekin-2

## Przekształcenia
19 daplot w Krośnie Odrz. (1951-1955) → 111 paplot w Krośnie Odrz. (1955-1957) → 19 daplot w Zgorzelcu (1957-1967) → 111 paplot w Zgorzelcu (1967-1981)